# Вејк
Острво Вејк или Атол Вејк је корални атол у Северном Пацифику, који се налази на отприлике две трећине пута од Хонолулуа (3.700 km западно) до Гвама (2.430 km источно). То је неорганизована, неинкорпорисана територија Сједињених Држава којом управља Канцеларија за острвске послове при Секретаријату унутрашњих послова. Вејк се налази западно од Међународне датумске границе те је један дан испред 50 америчких држава. Приступ острву је ограничен и свим активностима управљају Америчко ратно ваздухопловство, Армија САД и Чугач Макинли (енгл. Chugach McKinley), цивилна фабрика која управља и одржава војне базе.
У току Другог светског рата острво је од 23. децембра 1941. до краја рата септембра 1945. било под контролом Јапана.